# Kloster Donegal

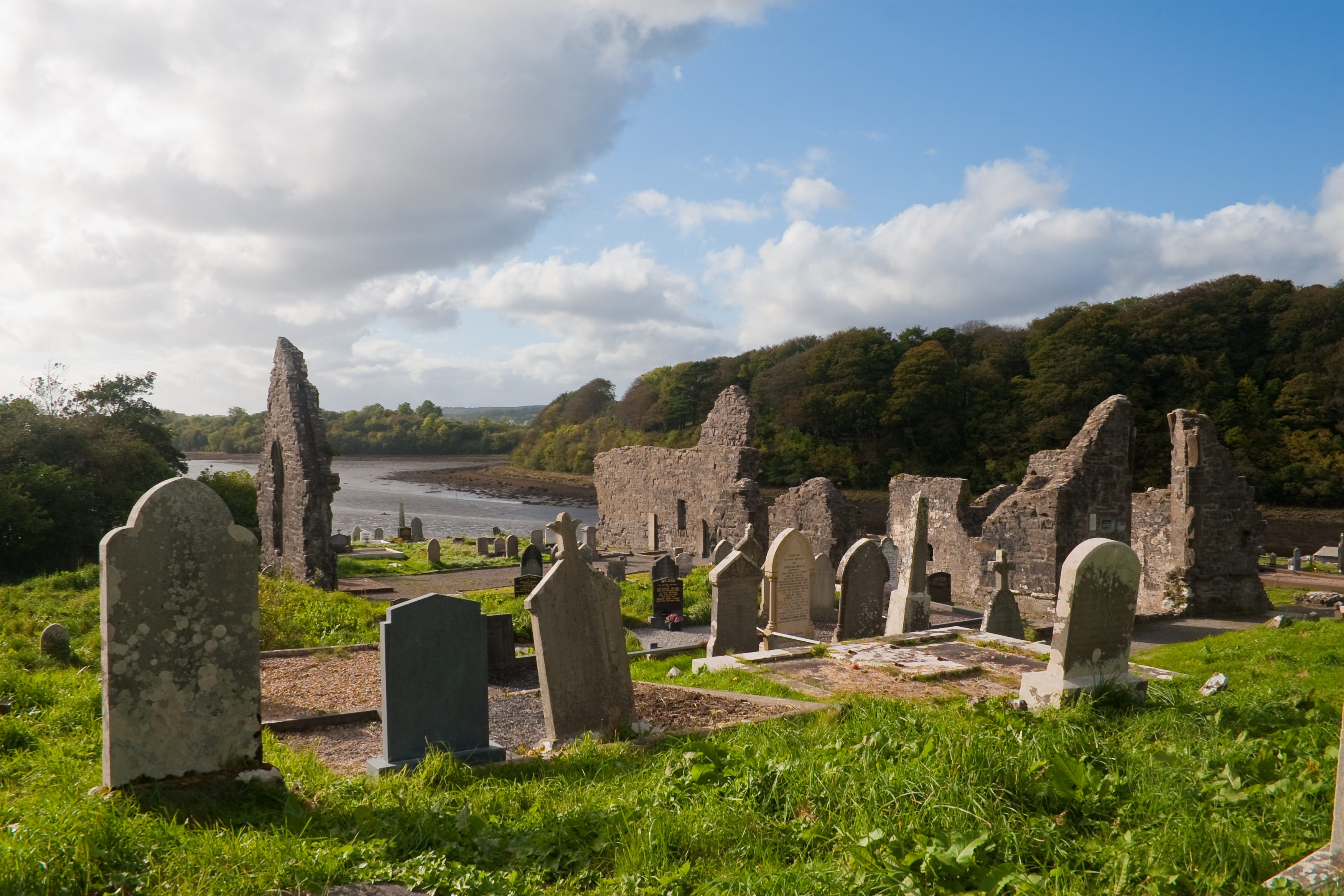
Südostansicht des Klosters Donegal mit Blick auf die Donegal vorgelagerte Bucht

Das Kloster Donegal (englisch Donegal Friary, irisch Mainistir Dhún na nGall) wurde von Aodh Ruadh Ó Domhnaill und seiner Frau Nuala O’Brien 1474 als Haus der reformierten Franziskaner gegründet, nachdem die Gründung von seiner Mutter Nuala O’Conor kurz vor ihrem Tod vorbereitet worden war. Das Kloster liegt etwas südlich des Ortszentrums von Donegal in der Nähe des Hafens unmittelbar am Ufer der Donegal Bay. Etwas weiter südlich liegt das von derselben Familie für die Terziaren zuvor gegründete Kloster Magherabeg. Die Klostergebäude wurden auch nach der Reformation bis 1601 genutzt, als die Brüder vor herannahenden Truppen fliehen mussten. Die Klostergemeinschaft besteht bis heute fort mit Sitz in Rossnowlagh etwas weiter südlich; die ursprüngliche Anlage ist seitdem jedoch verfallen.

## Geschichte
Das erste Haus der reformierten Franziskaner in Irland wurde 1464 in Adare gegründet, wonach kurz hintereinander Kilkrea und Ross Errilly folgten. Zum Treffen des Provinzkapitels in Rosserrilly reiste die Mutter des Gründers, Nuala O’Conor, an und bat die Brüder darum, nach Donegal zu kommen. Dies wurde zunächst abgelehnt, da dem bereits eingegangene Verpflichtungen entgegenstanden. Sie trat jedoch so leidenschaftlich dafür ein, so dass der frisch gewählte Vikar des Provinzials und andere Delegierte von ihren Ämtern zurücktraten, um sie zu begleiten und die Gründung zu ermöglichen. In der Region kamen zahlreiche weitere Brüder hinzu, so dass kurze Zeit später genügend Brüder zur Verfügung standen, um das Haus in Carrickfergus zu reformieren und um die Neugründung in Creevelea zu ermöglichen. Das neue Kloster wurde so zu einem der bedeutendsten und einflussreichsten Häuser der irischen Franziskaner im 15. und 16. Jahrhundert.
Ähnlich wie in Kilcrea und später auch in England bei den Häusern in Greenwich und Richmond wurde das neue Kloster in der Nähe des Herrschaftssitzes in Donegal errichtet. Der Bau des Klosters begann 1473 und wurde im folgenden Jahr vollendet. Bereits 1488 traf sich das Provinzkapitel in Donegal. Der Gründer starb 1505 und wurde im Kloster bestattet. Seine Frau Nuala O’Brien wurde danach Terziarierin. Im Jahr 1536 zerstörte ein Feuer große Teile des Klosters.
Die Reformation, die beginnend ab 1538 in Irland zur zwangsweisen Auflösung von Klöstern führte, initiierte in Irland eine Widerstandsbewegung, die nach den Geraldinern benannte Geraldine League, der auch die O’Donnells in Donegal angehörten. Diese traf sich 1539 im Kloster. Der an führender Stelle beteiligte Bischof von Derry, Rory O’Donnell, wurde 1550 im Habit der Franziskaner im Kloster bestattet. Im Jahr 1588 wurde das Kloster von den Engländern überfallen, wobei der Guardian Thady O’Boyle ums Leben kam, den anderen Brüdern jedoch die Flucht gelang. Die Engländer verwandelten das Kloster in eine Garnison. Erst 1592 gelang es Red Hugh O’Donnell, das Kloster zurückzugewinnen. Das Kloster wurde in der Folge instand gesetzt und im Jahr 1600 gehörten dem Kloster 40 Brüder an.
Dies währte jedoch nicht lange, da bereits 1601 die Brüder vor den herannahenden Truppen des Sir Henry Docwra, dem Gouverneur von Derry, fliehen mussten. Sowohl das Kloster als auch der Ort wurden besetzt, was Red Hugh O’Donnell veranlasste, sich von anderen Auseinandersetzungen des neunjährigen Krieges abzuwenden, um seinen Stammsitz wieder zu befreien. Während der Kämpfe wurde das Kloster ein weiteres Mal durch ein Feuer zerstört und noch bevor eine Wiedereinnahme gelang, zog O’Donnell nach Süden, als er von einer Landung der Spanier in Kinsale hörte, wo es kurze Zeit später zur Entscheidung kam. Sein Bruder Rory half den Brüdern beim Wiederaufbau des Klosters, der jedoch nach der Flucht der Grafen im Jahr 1607 nicht vollendet werden konnte. Die Brüder fanden Zuflucht in der Region, wahrscheinlich in Rosfriar, wo die Annalen der vier Meister zusammengestellt wurden. Einige Zeit später betreuten die Brüder Pilger auf Saints Island im Lough Derg. Weitere überlieferte Stationen waren Barnesmore und Killybegs. 1946 erfolgte die Neugründung des Konvents in Rossnowlagh.

## Architektur

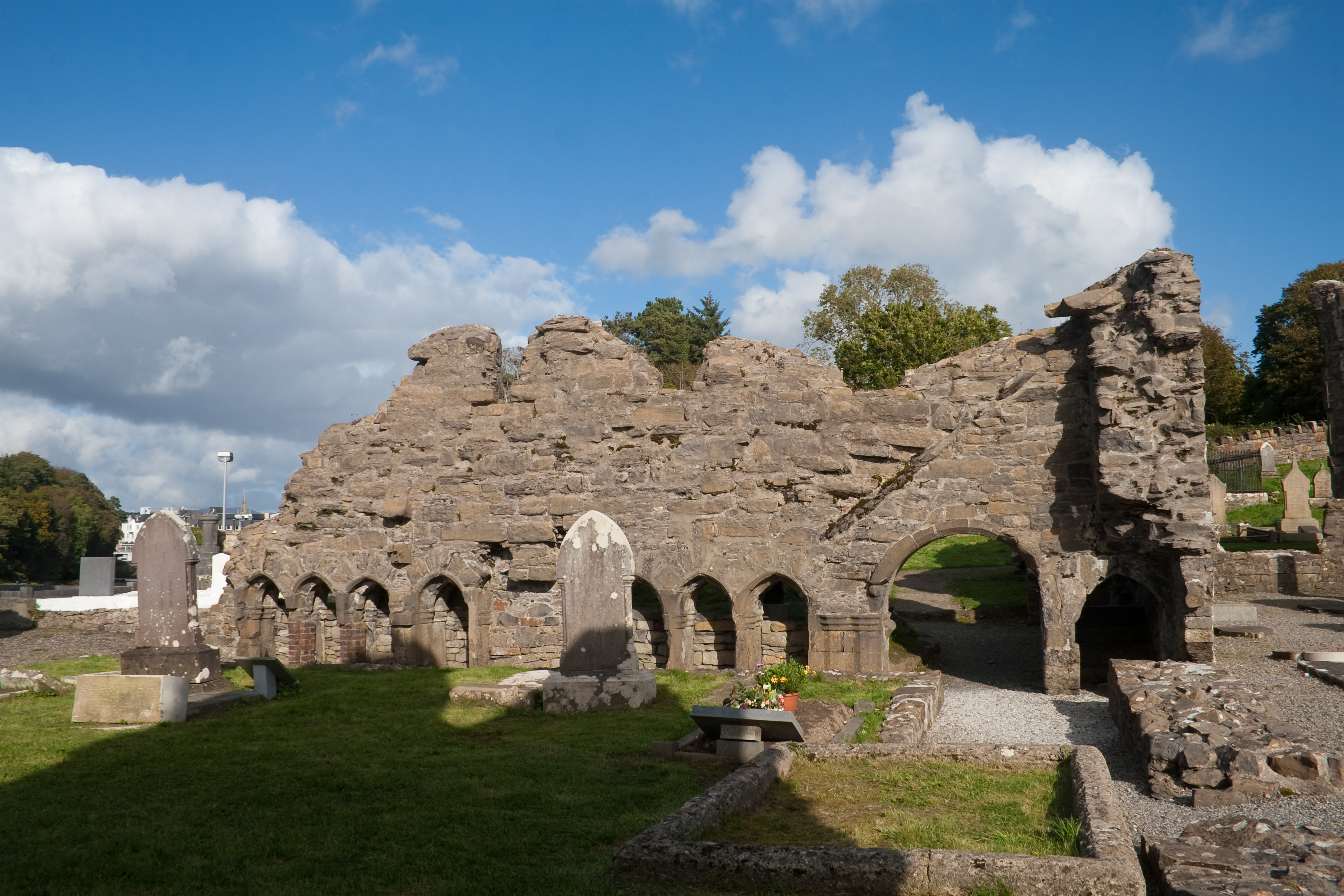
Östlicher Abschnitt der Klosterarkaden

Da die Baustruktur unter den Zerstörungen 1601 erheblich gelitten hat, sind nur wenige der Überreste bedeutend wie etwa die erhalten gebliebenen Klosterarkaden. Der Klostergarten mit den umlaufenden Arkaden lag nördlich des Kirchenschiffs, wobei ursprünglich jede Seite zwölf recht enge Arkaden aufwies. Auf der Ostseite kamen achteckige Schäfte zum Einsatz, während auf der Nordseite einfachere, abgeschrägte Pfeiler verwendet wurden.
Von dem Kirchenschiff und dem zugehörigen südlichen Seitenschiff blieb nur die Nordwand teilweise erhalten. Beim Chor stehen noch einige Mauerreste. Ob ein Turm existierte, bleibt unklar. Von dem südlichen Querschiff steht nur noch die Südwand und nur Fundamente lassen erahnen, dass es noch eine aus dem südlichen Querschiff nach Osten herausragende Seitenkapelle gab.